# Kiki Lesendrić
Zoran „Kiki“ Lesendrić (Beograd, 2. siječnja 1961.), srpski je rock glazbenik, skladatelj i producent. Rujna 1980. godine osniva sastav "Piloti", s kojom je postigao veliki uspjeh u bivšoj Jugoslaviji, najviše sredinom 1980-ih godina, kada je bio na vrhuncu popularnosti. Poslije objavljivanja albuma "Dan koji prolazi zauvek", 1996. Lesendrić raspušta "Pilote" i prestaje se aktivno baviti glazbom. Narednih godina uglavnom sklada glazbu za grčke pjevače, a jedno vrijeme je živio u Grčkoj.
Svoj prvi, povratnički solo album, pod nazivom "Mesec na vratima", izdao je sredinom 2008. godine. Najveći hit s tog albuma je pjesma: "Te noći smo se potukli zbog nje", a također su veliki uspjeh postigle i pjesme "Kako si lepa", "Oltar", "Bog vidi sve...". U ljeto 2010. izdaje prvi live album pod nazivom "Svet je lep kada sanjamo", na kome se nalazi 15 pjesama s istoimene višemjesečne turneje.
U travnju 2012. godine objavljuje sljedeći studijski album pod imenom "Slučajno i zauvek". Pored Lesendrića, dio materijala napisali su Mlađan Dinkić i Đorđe Balašević. Najveći hitovi s tog albuma su: "Budi tu kad padne sneg", "Queen in Wien" (Prvi maj), "Još jedna pijana noć", "Kažu da ljubav je samo reč", i druge. Što se koncerata tiče, sa svojim sastavom, Kiki Lesendrić & Piloti, drži veoma posjećene koncerte kako u Srbiji, tako i u okruženju. Nastupao je na Exit-u (2008.), Belgrade beer fest-u 2009., 2011. i 2012. godine, i drugim festivalima. Listopada 2010. godine održao je spektakularan koncert u Beogradskoj Areni, čime je potvrdio status jedne od najvećih rock-zvijezda s ovih prostora. 

## Studijski albumi
- Piloti (PGP RTB, 1981.)
- Dvadeset godina (PGP RTB, 1982.)
- Kao ptica na mom dlanu (PGP RTB, 1987.)
- Osmeh letnje noći (PGP RTB, 1988.)
- Neka te bog čuva za mene (PGP RTB, 1990.)
- Zaboravljeni (PGP RTS/Komuna, 1993.)
- Dan koji prolazi zauvek (Komuna, 1996.)

## Kompilacijski albumi
- Najveći hitovi 1981-1991 (PGP RTB, 1991.)
- Ne veruj u idole - Kompilacija (1997.)
- Nedelja na Duhove (1995.)

## Solo albumi
- Mesec na vratima (2008.)
- Svet je lep kada sanjamo
- Slučajno i zauvek

## Vanjske poveznice
- Službena stranica  Arhivirana inačica izvorne stranice od 18. srpnja 2010. (Wayback Machine)
- Egzit festival  Arhivirana inačica izvorne stranice od 3. ožujka 2016. (Wayback Machine)
- Zoran Lesendrić at Disocogs
- Osamdesete se neće povratiti, Blic  Arhivirana inačica izvorne stranice od 14. prosinca 2008. (Wayback Machine)